# 고부련
고부련(高夫連, ?~?)은 고구려 안장왕의 손자이자 복귀군의 아들인 고구려의 왕족이다.

## 같이 보기
- 안장왕
- 복귀군
- 횡성 고씨